# Теодора Косара
Теодора Косара (крај 10. века — прва половина 11. века) била је ћерка јужнословенског, односно бугарског цара Самуила и супруга српског кнеза Јована Владимира, који је почетком 11. века владао у Дукљи. Након смрти мужа, замонашила се и узела име Марија.
Време и место њеног рођења нису познати. Претпоставља се да је умрла у својим тридесетим годинама, а сахрањена је у манастиру Свете Марије Крајинске.

## Биографија
Теодора Косара је била ћерка бугарског цара Самуила и краљице Агате. Косарина мајка је била пореклом Гркиња, кћерка Јована Хрисилија, Теодориног деде, заповедника града Драча. Датум, ни место рођења Теодоре Косаре није познато. Имала је сестру Мирославу и брата Радомира.
Теодора Косара је одрасла у двору свога оца, на обали Преспанског језера. Снажна црквена култура и патријархално васпитање је на њу имало великог утицаја. У то време се стварала, ширила и јачала нова држава која би, по замисли њеног оца, требало да обухвати српске и бугарске земље и да их споји у једну државну целину. Самим тим, блиске су јој биле крваве борбе и победоносне битке које је водио њен отац, али с друге стране и братоубиство које је он извршио како би дошао на престо.
Године 998, Самуило покреће поход против дукљанског кнеза Јована Владимира и успева да га зароби. Јован је одведен у двор у Преспи где је бачен у тамницу. Теодора је, према обичају, повремено силазила у тамницу, заједно са својим дворкињама и обилазила заробљенике, да им укаже милости, да нахрани гладне и напоји жедне. Тако је упознала Јована Владимира, заљубила се у њега и затим, уз Самуилову сагласност, удала за дукљанског кнеза. У време удаје, Теодора је могла имати између 16 и 18 година, тако да се на основу тога, у изворима наводи да је рођена у време пропадања Симеунове државе, а пре настанка државе њеног оца Самуила.
Тим браком је постигнут дипломатски савез, а Самуило је, уз остале дарове, повратио зету осим целе његове пређашње кнежевине и целу драчку област. Теодора Косара је, заједно са својим супругом, отишла да живи у њихову државу. Њихов двор је био у околини данашњег Елбасана, у близини манастира Св. Јована Владимира, кога Албанци зову Шин-Јон. Тај двор је направљен посебно за брачни живот са Теодором, будући да је пре тога, до сукоба са њеним оцем, Владимир имао свој двор у Зети.
Након што је Теодори Косари преминуо отац, затим јој је брат Радомир убијен како би њен стриц Владислав дошао на престо, недуго након тога је убијен и њен супруг, Владимир.
Летопис попа Дукљанина наводи Теодорину тугу због мужевљеве смрти: 
| „ | Жена блаженог Владимира плакала је великим плачем, више него што се може исказати, много дана. Гледајући, пак, цар чудесна дела која Бог тамо чињаше, доста се уплаши и наведен кајањем, дозволи својој рођаци да узме његово тело и однесе. | ” |

Владимирове мошти пренете су у манастир Свете Марије Крајунске на падинама црногорске планине Румије, где су сахрањене са почастима. Према летопису Дукљаниновом, Теодора Косара се након Владимирове смрти замонашила, узела име Марија, и до краја живота живела побожно, у складу са пређашњим смерним и тихим животом. Умрла је у истој цркви у којој је Владимир сахрањен, те је ту и сахрањена, крај ногу свога мужа.
Према наводима неких историчара, Косара и Владимир су имали ћерку која је касније постала жена кнеза Војислава. Њено име се не зна.

## Извори и литература
Извори
- Кунчер, Драгана (2009). Gesta Regum Sclavorum. 1. Београд-Никшић: Историјски институт, Манастир Острог.
- Живковић, Тибор (2009). Gesta Regum Sclavorum. 2. Београд-Никшић: Историјски институт, Манастир Острог.
- Мијушковић, Славко, ур. (1988) [1967]. Љетопис попа Дукљанина (2. изд.). Београд: Просвета & Српска књижевна задруга.
- Шишић, Фердо, ур. (1928). Летопис попа Дукљанина. Београд-Загреб: Српска краљевска академија.

Литература
- Алексић, Будимир (2018). „Свети Јован Владимир у српској епској поезији и народној традицији”. У спомен и славу Светог Јована Владимира. 6 (2). Цетиње: Светигора. стр. 181—198.[мртва веза]
- Вранишкоски, Јован (2018). „Ко је био охридски архиепископ у време погубљења Јована Владимира?”. У спомен и славу Светог Јована Владимира. 6 (1). Цетиње: Светигора. стр. 42—62.
- Живковић, Тибор (2003). „Поход бугарског цара Самуила на Далмацију” (PDF). Историјски часопис. 49 (2002): 9—25.
- Живковић, Тибор (2006). Портрети српских владара (IX-XII век). Београд: Завод за уџбенике и наставна средства.
- Јокић, Слободан (2018). „Увођење у ред светих и литургијско прослављање Светог Јована Владимира”. У спомен и славу Светог Јована Владимира. 6 (1). Цетиње: Светигора. стр. 197—210.
- Ковачевић, Јован (1967). „Од доласка Словена до краја XII вијека” (PDF). Историја Црне Горе. 1. Титоград: Редакција за историју Црне Горе. стр. 279—444.
- Коматина, Предраг (2012). „Србија и Дукља у делу Јована Скилице”. Зборник радова Византолошког института. 49: 159—186.
- Коматина, Предраг (2014). „Идентитет Дукљана према De administrando imperio”. Зборник радова Византолошког института. 51: 33—46.
- Максимовић, Љубомир (1981). „Тријумф Византије почетком XI века”. Историја српског народа. 1. Београд: Српска књижевна задруга. стр. 170—179.
- Митић, Кристина (2018). „Опет о Косари Владимировој”. У спомен и славу Светог Јована Владимира. 6 (2). Цетиње: Светигора. стр. 199—214.[мртва веза]
- Наумов, Александар (2018). „Смрт Јована Владислава у контексту хагиографских чуда кажњавања смрћу”. У спомен и славу Светог Јована Владимира. 6 (1). Цетиње: Светигора. стр. 63—79.
- Новаковић, Стојан (1893). Први основи словенске књижевности међу балканским Словенима: Легенда о Владимиру и Косари. Београд: Српска краљевска академија.
- Пириватрић, Срђан (2018). „Кнез Владимир и Диоклитија између Римско-византијског и Бугарског царства”. У спомен и славу Светог Јована Владимира. 6 (1). Цетиње: Светигора. стр. 13—41.
- Савић, Виктор (2018). „Српски језик у Диоклији у доба кнеза Јована Владимира”. У спомен и славу Светог Јована Владимира. 6 (2). Цетиње: Светигора. стр. 134—160.[мртва веза]